# Jack Sheppard (roman)
Jack Sheppard är en historisk roman skriven av William Harrison Ainsworth och illustrerad av George Cruikshank. Den gavs ut som en följetong i litteraturtidskriften Bentley's Miscellany mellan januari 1839 till februari 1840 och sin helhet i oktober 1839 av förläggaren Richard Bentley.
Handlingen i Jack Sheppard är indelad i tre delar, så kallade epoker. Den första delen handlar om hur Jonathan Wild övertygar Jack Sheppards far att bli en brottsling. Wild förråder sedan Sheppards far och får honom avrättad. I den andra delen följer läsaren Thames Darrell, som tillsammans med Sheppard blir uppfostrade av herr Wood och hans familj. I den tredje delen gör Sheppard och Joseph "Blueskin" Blake inbrott i familjen Woods hem och Blueskin mördar då fru Wood. Detta gör Sheppard upprörd och han bryter sig loss från Wilds gäng, blir vän med Darrell igen och försöker gottgöra sina tidigare onda handlingar. Till slut fångas Sheppard av Wild och Sheppard avrättas via hängning.